# 藤原家緒
藤原 家緒（ふじわら の いえお）は、平安時代初期の貴族。名は家雄とも記される。藤原式家、左大臣・藤原緒嗣の長男。官位は従四位上・左兵衛督。

## 経歴
弘仁13年（822年）従六位上から三階昇進して従五位下に叙爵し、美濃介に任ぜられる。
弘仁14年（823年）従兄弟に当たる淳和天皇が即位すると、従五位上・右近衛少将に叙任。天長3年（826年）正五位下次いで従四位下と一挙に昇進し、左兵衛督に任ぜられる。天長8年（831年）蔵人頭、天長9年（832年）正月に従四位上に叙任され公卿の座を目前にするが、同年3月20日に没した。享年34。最終官位は左兵衛督従四位上。

## 人物
父・緒嗣の家風を受け継ぎ清廉な性格であった。典籍を非常によく学んだ事に加え、歩射も得意とした。大臣として朝政への参画を期待されたが、早逝したため果たせずに終わった。
なお、これらの評は『日本後紀』に記されたものだが、その『後紀』の撰者は父である緒嗣であり、早世した自らの子を国史で評文した記事という事になる。

## 官歴
『日本後紀』による。
- 時期不詳：従六位上
- 弘仁13年（822年） 正月7日：従五位下。日付不詳：美濃介
- 弘仁14年（823年） 11月20日：従五位上。日付不詳：右近衛少将
- 天長3年（826年） 8月13日：正五位下。8月21日：従四位下。日付不詳：左兵衛督
- 天長8年（831年） 7月：蔵人頭[3]。日付不詳：兼伊予守
- 天長9年（832年） 正月7日：従四位上。3月20日：卒去（官位は左兵衛督従四位上）